# Dercitus bucklandi
Dercitus bucklandi är en svampdjursart som först beskrevs av James Scott Bowerbank 1858.  Dercitus bucklandi ingår i släktet Dercitus och familjen Pachastrellidae. Inga underarter finns listade i Catalogue of Life.